# Transaviabaltika
Transaviabaltika — литовская авиакомпания, базирующаяся в международном аэропорту Каунас. Основана в 1998 году. Начиная с 2016 года выполняет субсидируемые пассажирские рейсы между Таллином и эстонскими островами Сааремаа и Хийумаа. Помимо этого также занимается чартерными грузовыми перевозками в Европу для компаний UPS, TNT и DHL.

## Флот
Авиапарк компании состоит из пяти лёгких двухмоторных турбовинтовых самолётов.
| Тип судна        | Количество | Пассажиры | Фотография | Регистрация            |
| ---------------- | ---------- | --------- | ---------- | ---------------------- |
| Let L-410UVP-E   | 3          | 19        |            | LY-AVA, LY-AVT, LY-AVZ |
| BAe Jetstream 32 | 2          | 19        |            | ES-PJR                 |

## Направления
В мае 2016 года компания выиграла тендер эстонского правительства на выполнение социально-значимых рейсов между Таллином и аэропортами Курессааре и Кярдла. Необходимость в этом возникла после того, как у ранее работавшей на этом маршруте авиакомпании Avies из-за проблем с безопасностью полётов была отозвана лицензия. За каждый рейс Transaviabaltika будет получать от эстонского государства 1 980 и 1 520 евро соответственно. За первый год было перевезено около 21 000 пассажиров. Контракт действует до мая 2019 года. В начале декабря 2022 года компания расторгла договор PSO Савонлинна - Хельсинки - Савонлинна, последние рейсы состоятся 16 декабря 2022 года.
Помимо этого, компания также выполняет грузовые и пассажирские чартеры в Вильнюс, Минск, Санкт-Петербург, и некоторые другие города.

## Лётные происшествия
- 24 июля 2018 года перевозивший почту самолёт Transaviabaltika совершил аварийную посадку в аэропорту Минска. Повреждений судно не получило, пострадавших не было[9]